# イスラエルのアラブ系市民

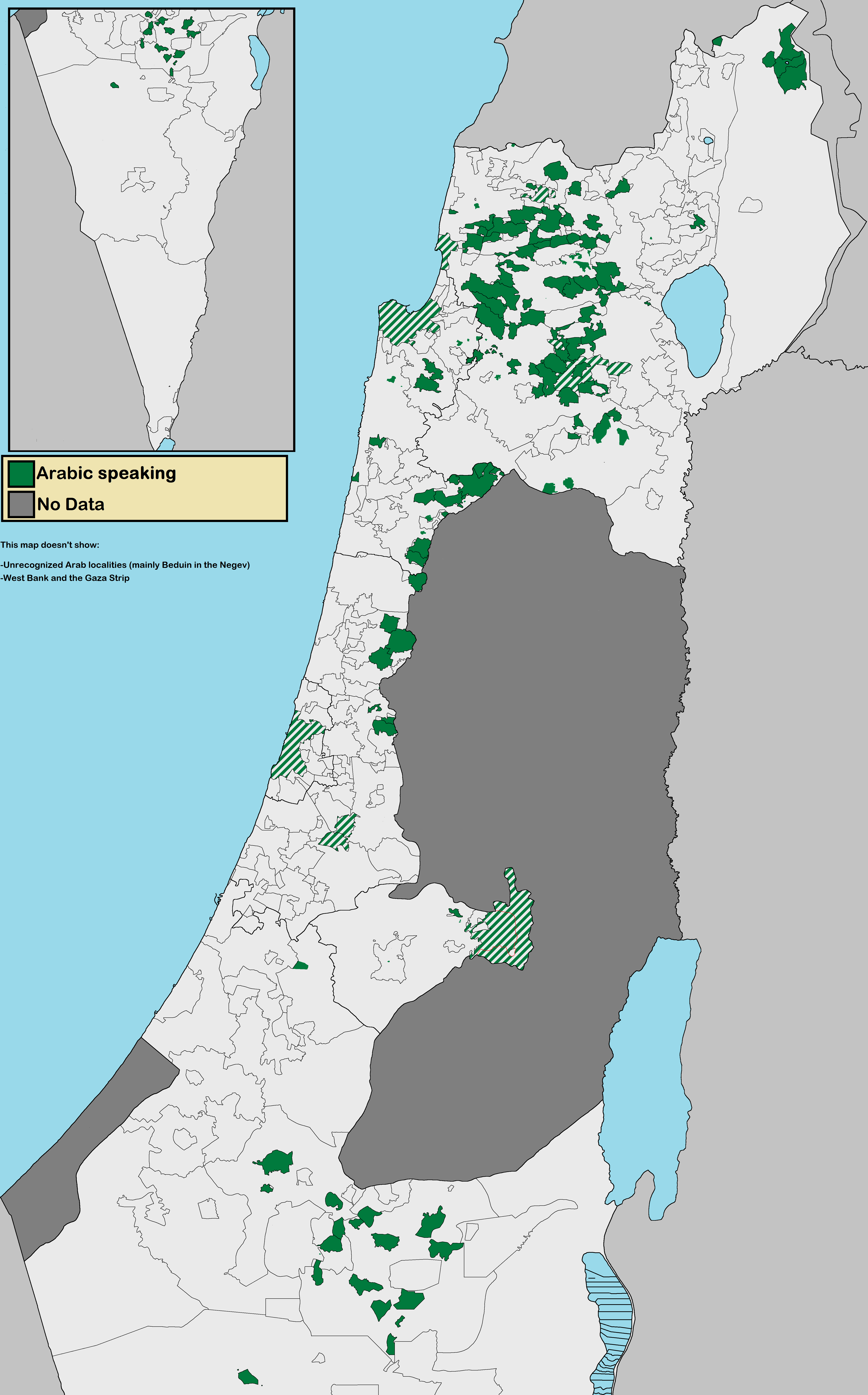
パレスチナ系人口が多い地区（2015年）

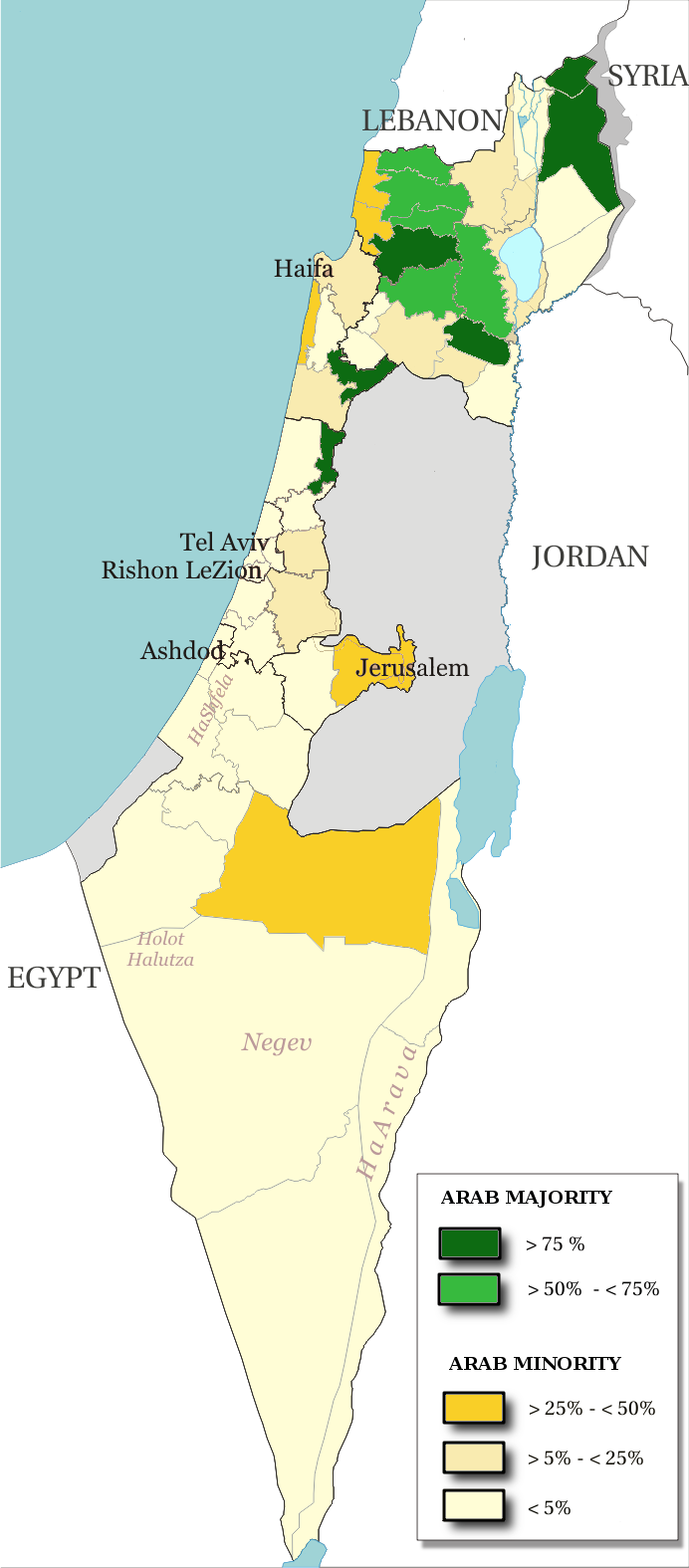
地域別のパレスチナ系人口（2000年）

イスラエルのアラブ系市民とは、アラブ的な文化的・言語的ルーツ、およびアラブ的な民族的アイデンティティを持つイスラエル国の市民を指す。多くは自身らをパレスチナ人であると認識し、イスラエルのパレスチナ系市民を自称する場合もある。その他の呼称としてはイスラエル・アラブやアラブ系イスラエル人などがあり、またアラビア語では48年アラブとも呼ばれることが多い。
ほとんどのアラブ系市民は、アラビア語パレスチナ方言を伝統的な日常言語としている。またほとんどがバイリンガルであり、第二言語として現代ヘブライ語を話す。
宗教的な帰属としては、ほとんどがイスラーム教徒、特にスンナ派である。またアラブ系キリスト教徒も多く存在し、ドルーズなどのような教派も存在している。
イスラエルの中央統計局によれば、2013年のアラブ系人口は1,658,000人ほどと見積もられており、イスラエル人口の20.7％を構成している。大部分が自身らをシティズンシップとしてはイスラエル人であるが、民族としてはパレスチナ人あるいはアラブ人であると同定している。多くがヨルダン川西岸地区やガザ地区との間に、あるいはヨルダン・シリア・レバノンの難民たちとの間に家族的紐帯を持っている。
ネゲヴ砂漠のベドウィンやドルーズに関しては、自身らをイスラエルのアラブ系市民というよりイスラエル市民として同定する傾向もみられる。
1967年の第三次中東戦争の結果イスラエルに占領された東エルサレムやゴラン高原に集住しているアラブ系市民たちに関しては、イスラエルの市民権が与えられているが、イスラエルの主権を承認することを望まないために、ほとんどがこれを拒否している。その代わりに彼らは永住者となった。彼らは市民権を得るために申請する権利を持っており、また地方自治体において福祉を享受する権利や、選挙権を持つ。

## 用語
イスラエルのアラブ系市民に関する言及の仕方は、非常に政治的な問題となっており、このコミュニティに分類される人々の間では、自身らを同定する目的でいくつかの用語が使用されている。一般的には、イスラエル支持者は「パレスチナ」の語に言及しないよう、イスラエル・アラブ（Israeli Arab もしくは Arab Israeli）の語を用いるが、反対にイスラエルに批判的な立場（もしくはパレスチナ支持者）では、「イスラエル」の語に言及せず、単にパレスチナ人、あるいはパレスチナ系アラブ人という語が用いられる事が多い。ニューヨーク・タイムズによれば、ほとんどは自身らをイスラエル・アラブと表現するより、イスラエルのパレスチナ系市民と表現することを好む。なお同誌がこのコミュニティについて言及する際には、「パレスチナ系イスラエル人」と「イスラエル・アラブ」の両方を用いている。
現在の学術文献においては、大多数が自身らを「パレスチナ人」と表現するのに倣い、そう表現している（詳しくは下記の自己認識の項を参照）。アラブ系市民が自身らを指す語として好ましいと感じているものとしては、パレスチナ人、イスラエルのパレスチナ人、イスラエル系パレスチナ人、1948年のパレスチナ人、パレスチナ・アラブ、イスラエルのパレスチナ系アラブ人、イスラエルのパレスチナ系市民などがある。しかしながら個人のレベルでは、パレスチナ人の語を用いることを拒否する例もみられている。イスラエルのアラブ系市民における少数派は、自己を認識する際の用語として「イスラエルの」という語を含めるが、大多数は民族としてはパレスチナ人であり、シティズンシップとしてはイスラエル人であると認識している。
イスラエル系の組織や政府においては、イスラエル・アラブ、イスラエルのアラブ人など、またマイノリティの語や、アラブ・セクター、イスラエルのアラブ人、イスラエルのアラブ系市民といった語が好まれる。また、ユダヤ教超正統派の使用する教科書では、「イスラエル国のアラブ人は平等な権利を持つ市民である。（中略、しかし）彼らは「パレスチナ人」を名乗るアラブ人（彼らは国家の敵であるが）と同一視する権利を持っていると主張している」と記述されている物もあり、「パレスチナ人」と名乗ることそのものを、イスラエルへの敵対行為とする認識があることがわかる。これらの用語は、彼らの政治的・民族的なアイデンティティを否定し、パレスチナ的なアイデンティティやパレスチナとの関わりを隠蔽しようとするものとして、しばしば批判されている。特にイスラエル・アラブの語については、イスラエル政府によって構築されたものとみられている。しかしそれにもかかわらず、アラブ系人口における一定数が「イスラエル社会での議論における存在感を反映している」として、この語を用いている。
このコミュニティを指すその他の表現としては、イスラエル系パレスチナ・アラブ、グリーンラインの中のアラブ人、内側のアラブ人といったものがある。なお後者の2語に関しては、東エルサレムのパレスチナ人やゴラン高原のドルーズ教徒に関しては、1967年にイスラエルによって占領された地域内であるため、適用されないことになる。イスラエル中央統計局は、その統計調査が包括している範囲は東エルサレムとゴラン高原を含むとしており、イスラエル内のアラブ系人口は2013年にはイスラエル人口全体における20%強にのぼるとした。